# Кшиштоф Врублевський
Кшиштоф Врублевський (пол. Krzysztof Wróblewski; 21 березня 1967) — польський боксер, призер чемпіонатів світу та Європи.

## Аматорська кар'єра
На чемпіонаті Європи 1989 завоював бронзову медаль.
- У чвертьфіналі переміг Віктора Гарсію (Іспанія) — 4-1
- У півфіналі програв Яношу Вараді (Угорщина) — 0-5

На чемпіонаті світу 1989 завоював бронзову медаль.
- В 1/16 фіналу переміг Хассана Мустафу (Єгипет) — 23-15
- В 1/8 фіналу переміг Філіпа Десаву (Франція) — 27-24
- У чвертьфіналі переміг Ахмеда Ганіна (Ірак) — 19-12
- У півфіналі програв Педро Орландо Реєсу (Куба) — 1-14